# Каба (уезд)
Каба (уйг. قابا ناھىيىسى; Qaba nahiyisi‎, каз. قابا اۋدانى; Қаба ауданы) или уезд Хабахэ (кит. упр. 哈巴河县, пиньинь Hābāhé Xiàn) — уезд в округе Алтай Синьцзян-Уйгурского автономного района КНР. Назван в честь протекающей по его территории реки Каба (Хабахэ) — притока Иртыша. Административный центр — посёлок Акчий.

## История
Уезд Каба был образован в 1930 году.

## География
На западе уезд граничит с Казахстаном, на востоке — с уездом Бурчун, на юге — с уездом Зимунай.

## Административное деление
Уезд Каба делится на 2 посёлка и 5 волостей.